# Banzo (álbum)
Banzo é o quinto álbum da carreira solo do guitarrista de blues brasileiro André Christovam, sendo seu último álbum com músicas inéditas.
Assim como no álbum anterior - Catharsis, de 1997 - o bluesman continua explorando novas sonoridades em suas composições. Desta vez, ele faz a fusão do blues com o samba, a World Music e a MPB. Por isso, este é o álbum preferido do guitarrista.

## Faixas
01. Voando pra Mali - 1:53

02. Sete Velas - 4:10

03. Shoiti - 3:19

04. Camilo e Leonor - 3:12

05. Cuba Libre (feat. Marisa Orth) - 3:19

06. Correnteza Levou - 4:15

07. A Dança de Olokum - 2:19

08. Como Roubar o Coração de uma Mulher - 3:53

09. Ziquizira - 2:44

10. Um Passo de Cada Vez - 4:18

11. Rito de Passagem - 3:50

12. Redenção - 5:33